# Бісмарки
Бісмарк (нім. Bismark, Bismarck) — давній аристократичний бранденбурзький рід, що веде свою назву від міста Бісмарк Штендальского округу.
Спочатку цей рід називався Бішофсмарк, Біскопесмарк. Гербард (Герброт) Бісмарк — перший, про якого збереглися згадки, був у 1270 р. старшиною купецької гільдії в Штендаль; онук його Руді (Рудольф) Бісмарк був (1338) членом міської ради в Штендаль та помер, відлучений від церкви, оскільки він енергійно боровся проти впливу єпископа Гальберштатського на тамтешнє міське училище.
Микола Бісмарк, пом. в 1377 р., отримав в 1345 в лен від маркграфа Людвіга Бранденбурзького замок Бургшталь, обмінявши в 1562 р. курфюрстом Йоахімом II Бранденбурзьким у Фрідріха Бісмарка на Шенгаузен, Фішбек, Кревезе, Бріест та ін.Фрідріх Бісмарк († 1589) отримав в історії сімейства завдяки цій міні прізвисько «пермутатора». Через двох своїх синів він став родоначальником та тепер існуючих обох головних ліній: Шенгаузенської в Магдебурзі та Кревезської в Альтмарка.
Багато членів цих обох ліній висунулися на державній та військову службу. Крістоф фон Бісмарк († 1704), власник Шенгаузена, був прусським генералом та комендантом Кюстріна; Левін Фрідріх фон Бісмарк († 1774), був при Фрідріхові Великому міністром та першим президентом камерального суду. Його син Августо Вільгельм фон Бісмарк (1750—1783) був військовим міністром, а також начальником акцизного, митного, торговельного та фабричного відомства.
З рейнської гілки Шенгаузенської лінії походив Фрідріх-Вільгельм фон Бісмарк, зведений в 1816 р. у графський титул у Вюртемберзі. Його брат, барон Людвіг фон Бісмарк († 1816) у званні герцогського Нассауського обергофмаршала та полковника, мав чотирьох дітей. З них старший син, граф Фрідріх фон Бісмарк, (р. 19 серпні. 1809 р.), був власником фамільного фідеікомісса Ширштейна (звідси Бісмарк-Ширштейн), прусським легаціонним радником і до 1866 р. директором Емських курортних установ.
До лінії Шенгаузен належать: німецький імперський канцлер князь Отто Едуард Леопольд фон Бісмарк  і прусський генерал-лейтенант у відставці граф Теодор фон Бісмарк-Болен (1790—1873), який за бажанням свого тестя, графа Фрідріха Людвіга фон Болена, що не мав спадкоємців чоловічого роду, зведений королем прусським у графський титул з дозволом при своєму імені та гербі мати титул графа боленського роду. Син його — генерал Фрідріх Олександр граф фон Бісмарк-Болен.